# 牟田部駅
牟田部駅（むたべえき）は、かつて佐賀県相知町（現・唐津市）牟田部にあった日本国有鉄道唐津線（岸嶽支線）の駅である。
1971年（昭和46年）に、岸嶽支線が赤字83線の取り組みにより廃止されたのに伴い、廃駅となった。

## 歴史
- 1912年（明治45年）1月17日：貨物駅として開業[1]。
- 1913年（大正2年）9月21日：旅客営業開始[1][2]。
- 1961年（昭和36年）10月1日：貨物取扱廃止[1]。
- 1963年（昭和38年）2月26日：荷物扱い廃止[1][3]。無人駅となる[4]。
- 1971年（昭和46年）8月20日：岸嶽支線の廃止に伴い、廃駅となる[1]。

## 駅構造
1面1線の棒線駅。

## 隣の駅
日本国有鉄道
唐津線（岸嶽支線） 
山本駅 - 牟田部駅 - 岸嶽駅